# Babacar Sané
Pour les articles homonymes, voir Sané.
Babacar Sané, né le 19 septembre 2003 à Ziguinchor, est un joueur professionnel sénégalais de basket-ball au poste d'ailier.

## Biographie

### Jeunesse et formation
Né dans la ville de Ziguinchor, Babacar Sané a grandi à Bignona, où il a été découvert par la NBA Academy Africa après avoir joué au SEED Project Hoop Forum.
En mai 2022, Sané a joué pour le Dakar Université Club dans la saison 2022 de la Ligue africaine de basket-ball dans le cadre du programme BAL Elevate, au cours duquel un joueur issu de l’Académie NBA Academy Africa est sélectionné.

### Début en NBA Gatorade League (depuis 2022)

#### NBA G League Ignite (2022-2024)
Le 26 octobre 2022, il s'engage avec la NBA G League Ignite dans la NBA Gatorade League,. Il fait ses débuts le 5 novembre 2022, lors de la saison 2022-2023, face au Blue d'Oklahoma City en inscrivant 2 points en 13 minutes de jeu. Le 19 novembre 2022, il inscrit 15 points et 6 rebonds face aux Stars de Salt Lake City. Il établit un nouveau record en carrière avec 17 points le 6 janvier 2023 face aux Warriors de Santa Cruz. Face aux Mad Ants de Fort Wayne le 17 janvier 2023, il égalise son record de points mais réalise son premier double-double avec 18 rebonds. Il réalise deux autres double-double en fin de saison régulière.
Lors de la saison suivante, il établit un nouveau record en carrière le 14 février 2024 avec 23 points face aux Mad Ants de l'Indiana, réalisant en même temps un double-double avec 13 rebonds. Lors du match suivant, dix jours plus tard, il réalise un nouveau double-double avec 22 points et 10 rebonds face au Magic d'Osceola.

#### Stars de Salt Lake City (2024-Février 2025)
Après ne pas avoir été sélectionné lors de la draft 2024 de la NBA, il s'engage avec les Jazz de l'Utah en août 2024. Il participe à la NBA Summer League 2024 avec les Jazz. Il est coupé le 26 septembre 2024. Le 28 octobre 2024, il rejoint le camp d'entraînement des Stars de Salt Lake City en G-League. Il commence sa saison le 10 octobre 2024 face au Lakers de South Bay avec 3 points et 6 rebonds.

#### Wolves de l'Iowa (depuis février 2025)
Le 2 février 2025, il est envoyé chez les Wolves de l'Iowa en échange de Jaedon LeDee. Il dispute son premier match le 6 février 2025 face au Hustle de Memphis avec 10 points et 5 rebonds en 25 minutes de jeu.

### En équipe nationale
Babacar Sané a joué pour l’équipe nationale sénégalaise des moins de 18 ans au Championnat d’Afrique FIBA des moins de 18 ans en 2020 en Égypte, avec une moyenne de 14 points par match et une médaille d’argent. Il a également participé à la Coupe du monde FIBA 2019 des moins de 19 ans.
Le 25 février 2022, il fait ses débuts avec l'équipe du Sénégal lors des qualifications pour la Coupe du monde FIBA 2023 face à l'Égypte.

## Palmarès et Distinctions

### Palmarès
- 2020 :  médaille d'argent au Championnat d’Afrique FIBA des moins de 18 ans

### Distinctions personnelles
Néant.